# Maria Ana de Bourbon (1689–1720)
Maria Ana de Bourbon (em francês: Marie-Anne de Bourbon-Conti; 18 de abril de 1689 – 21 de março de 1720) foi uma princesa de sangue na corte francesa de Versalhes. Ela foi a primeira esposa de Luís Henrique de Bourbon-Condé e, como tal, foi Duquesa de Bourbon e Princesa de Condé por casamento. Ela morreu sem filhos durante a era da Regência de Filipe II, Duque d'Orleães.

## Casamento
Em 9 de Julho de 1713 em Versalhes Mademoiselle de Conti casou-se com Luís Henrique, Duque de Bourbon, Príncipe de Condé, filho de Luís III, Príncipe de Condé e sua esposa Luísa Francisca de Bourbon (filha Ilegítima de Luís XIV da França e sua amante, Francisca Atenas.

## Títulos e estilos
- 18 de abril de 1689 – 9 de agosto de 1713: Sua Alteza Sereníssima Mademoiselle de Conti, Princesa de sangue
- 9 de agosto de 1713 – 21 de março de 1720: Sua Alteza Sereníssima a Duquesa de Bourbon, Princesa de Sangue